# 计算不可区分性
在算法分析和密码学中，如果没有高效的算法可以区分两个分布族之间的差异（或区分出两者的概率可以忽略），那么两个分布族被称为是计算不可区分（英語：computationally indistinguishable）的。

## 正式定义
令{\displaystyle \scriptstyle \{D_{n}\}_{n\in \mathbb {N} }}和{\displaystyle \scriptstyle \{E_{n}\}_{n\in \mathbb {N} }} 是两个分布集合，下标n（通常指输入的长度）是安全参数。如果对于任意的非均匀概率多项式时间算法 A，以下值是一个n上的可忽略函数，则我们说它们在计算上是不可区分的：
{\displaystyle \delta (n)=\left|\Pr _{x\gets D_{n}}[A(x)=1]-\Pr _{x\gets E_{n}}[A(x)=1]\right|}
记为{\displaystyle D_{n}\approx E_{n}}。 换言之，在{\displaystyle n\to \infty }时，每个高效的算法A的行为在Dn和En上不会有明显变化。对计算不可区分性的另一种解释是，主动尝试区分这两个集合的多项式时间算法不能实现目标：任何这样的算法的表现与单纯猜测相比，优势可以忽略不计。

## 相关概念
定义中隐含的条件是算法{\displaystyle A}必须根据其中一个分布的单个样本中决定。有人可能会设想这样一种情况，即算法为了区分两个分布，可以根据需要访问尽可能多的样本。因此，两个分布无法由多项式时间算法通过观察多个样本区分的情形，被称为无法通过多项式时间采样区分（英語：indistinguishable by polynomial-time sampling）。:107 如果多项式时间算法可以在多项式时间内生成样本，或者可以访问为其生成样本的隨機預言機，那么多项式时间采样的不可区分性等同于计算不可区分性。:108